# Yeoseodo
Yeoseodo (en coréen : 여서도) est une île située dans la province de Jeolla du Sud en Corée du Sud. 